# Roeivereniging Naarden

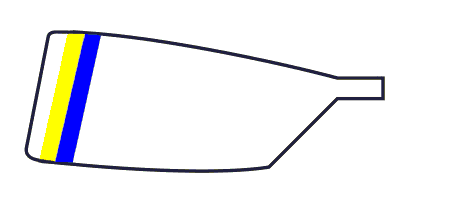
Het blad van RV Naarden

Roeivereniging Naarden is een roeivereniging in de Nederlandse stad Naarden. De vereniging is gevestigd aan de zuidzijde van de buitenste vestinggracht van Naarden. De vereniging heeft ongeveer 500 leden en een vloot van 65 boten.

## Beknopte geschiedenis
Roei- en zeilvereniging Naarden is opgericht op 11 maart 1952. In 1953 werd het eerste clubhuis gebouwd en ook de eerste (van de 16 in totaal) Naardense bumping race op de trekvaart georganiseerd. Dit eerste clubhuis werd in 1979 vervangen door een nieuw exemplaar, een voormalige directiekeet van Ballast Nedam. Op 17 november 1985 brandde dat geheel af. Met vereende krachten werd een nieuw noodgebouw neergezet, dat uiteindelijk 27 jaar dienst zou doen als de sociëteit. De huidige botenloods werd in 1986 door de gemeente Naarden neergezet. De roeiers splitsten zich in 1996 van de roei- en zeilvereniging en de laatste bleven gevestigd aan het Gooimeer op de Jachthaven Naarden.
Op 13 oktober 2012 werd de nieuwe sociëteit feestelijk door de burgemeester van Naarden in gebruik genomen.

## Externe link

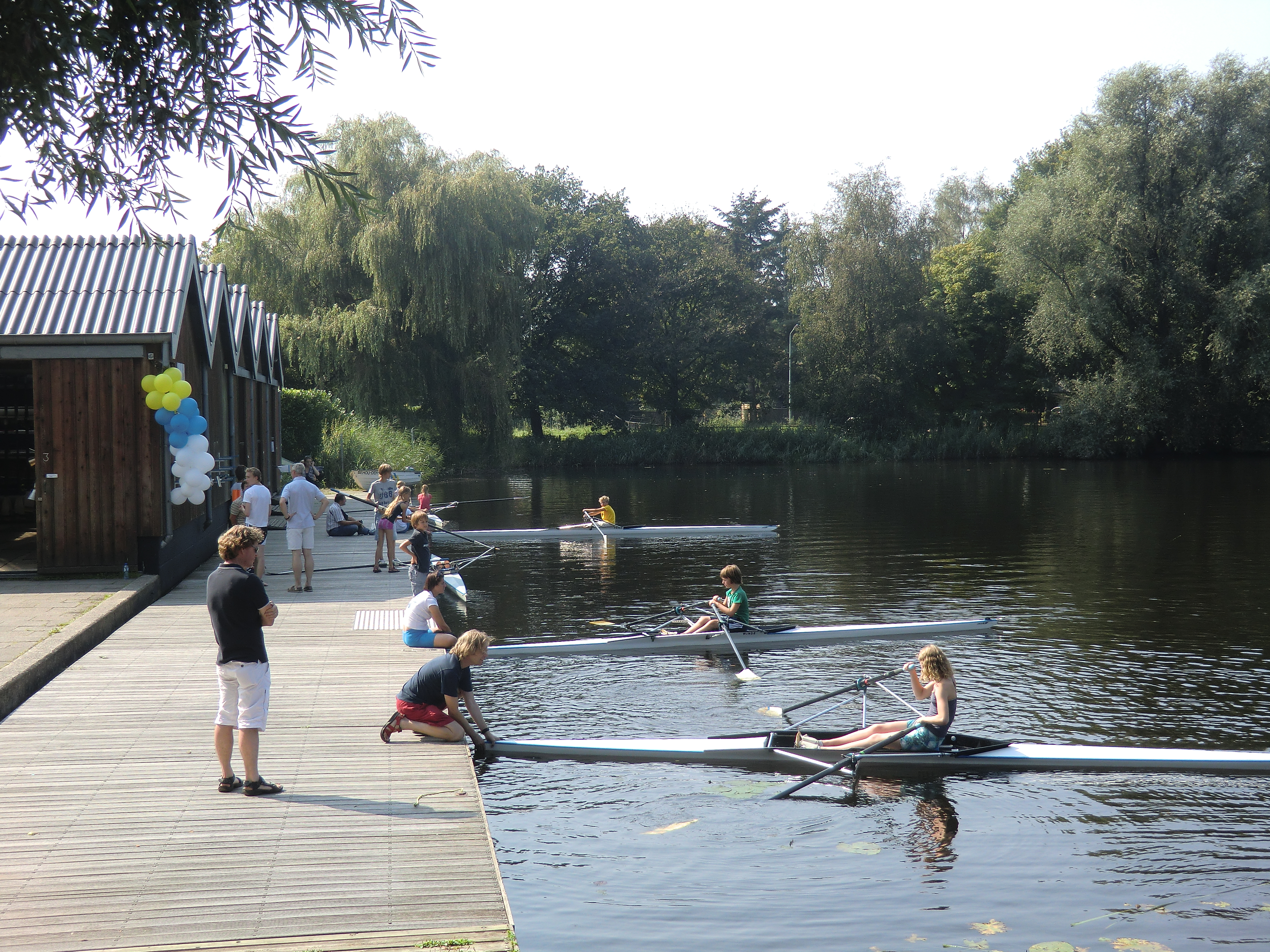
Jeugdinstructie aan het vlot van RV Naarden